# Filip Kostić
Filip Kostić (serbisk: Филип Костић; født 1. november 1992) er en serbisk professionel fodboldspiller, som spiller for Serie A-klubben Juventus og Serbiens landshold.

## Klubkarriere

### Radnički Kragujevac
Kostić begyndte sin karriere hos sin hjembysklub, Radnički Kragujevac, hvor han gjorde sin førsteholdsdebut i 2010.

### Groningen
Kostić skiftede i april 2012 til hollandske FC Groningen. Han fik ikke meget spilletid i sin første sæson, men havde sit store førsteholdsgennembrud i 2013-14 sæsonen, hvor han spillede som fast mand.

### VfB Stuttgart
Kostić skiftede i august 2014 til VfB Stuttgart.

### Hamburger SV
Efter at Stuttgart rykkede ned i 2015-16 sæsonen, skiftede Kostić i juli 2016 til Hamburger SV i en aftale som gjorde ham til den dyreste transfer i klubbens historie på tidspunktet.

### Eintracht Frankfurt
Kostić var igen med til en nedrykning, da Hamborg rykkede ud af Bundesligaen i 2017-18 sæsonen. Han skiftede herefter til Eintracht Frankfurt på en lejeaftale med mulighed for at gøre skiftet permanent. Han imponerede i sin debutsæson i klubben, og i maj 2019 blev det annonceret af Eintracht ville tage muligheden, og gøre skiftet permanent.
Kostić var i 2021-22 sæsonen med til at Frankfurt vandt Europa League, og han blev her kåret som turneringens bedste spiller, da han lavede flere assists end nogen anden spiller i turneringen.

### Juventus
Kostić skiftede i august 2022 til Juventus.

## Landsholdskarriere

### Ungdomslandshold
Kostić har repræsenteret Serbien på flere ungdomslandshold.

### Seniorlandshold
Kostić debuterede for Serbiens landshold den 7. juni 2015.

## Titler
Eintracht Frankfurt
- UEFA Europa League: 1 (2021-22)

Juventus
- Coppa Italia: 1 (2023-24)

Individuelle
- UEFA Europa League Sæsonens hold: 2 (2018-19, 2021-22)
- Bundesliga Sæsonens hold: 1 (2019-20)
- UEFA Europa League Sæsonens spiller: 1 (2021-22)